# Meksički NLO incident 2004.
Meksički NLO incident 2004. naziv je za događaj koji se dogodio 5. ožujka 2004. godine kada je meksički vojni zrakoplov snimio infracrvenom kamerom jedanaest neidentificiranih letećih objekata na nebu iznad južnog dijela meksičke savezne države Campeche. Javnost nije bila obavještena o tom događaju sve dok ratno zrakoplovstvo Meksika nije pustilo snimku u javnost. Dana 13. svibnja 2004. godine, meksički novinar Jaime Maussan objavio je intervju s dužnosnicima ratnog zrakoplovstva Meksika koji su tim povodom u javnost pustili infracrvenu video snimku ratnog zrakoplova koji je snimio jedanaest NLO-a, sferičnih objekata koji su nejednako putovali nebom velikom brzinom. Znamenito je to što nisu mogli biti viđeni golim okom, niti su detektirani na radaru, nego su bili viedljivi isključivo infracrvenom kamerom (koja se inače koristi radi otkrivanja krijumčara droge po noći). Nakon nekog vremena, objekti su, na čuđenje pilota, nestali na obzoru.
General Clemente Vega Garcia, ministar obrane, sam je kontaktirao Maussan kako bi mu predao sve snimke i informacije. On je zasad najviše rangirana osoba neke države koja je ikada javno progovorila o viđenju NLO-a.
Neki su pokušali te objekte objasniti plamenovima ili plinovima iz obližnje naftne platforme. U svojem filmu "Dan Aykroyd Unplugged on UFOs" ("Dan Aykroyd o NLO-ima, bez zadrške"), Dan Aykroyd je odbacio ovakvu vrstu objašnjenja, šaljivo komentirajući da bi se jedino moglo raditi o plinu "ako je taj plin imao oblik sfere, letio gore-dolje i jedino bio vidljiv infracrvenom kamerom".
Giuliano Marinković i Krešimir Mišak spomenuli su ovaj događaj u emisiji "Na rubu znanosti" koja se bavila NLO viđenjima unutar vojnih krugova.

## Poveznice
- Popis najpoznatijih NLO susreta

## Vanjske poveznice
- Detaljni izvještaj o incidentu  Arhivirana inačica izvorne stranice od 12. travnja 2014. (Wayback Machine)
- Video snimka